# Bécs ostroma (1485)
Bécs ostroma egy döntő jelentőségű ostrom volt 1485-ben az osztrák–magyar háború során. Az ütközet III. Frigyes és Hunyadi Mátyás közötti folyamatos konfliktus következménye volt. Bécs elestét követően a város 1485 és 1490 között Magyarországhoz került, és I. Mátyás királyi udvarát is az elfoglalt városba helyezte át. Ennek ellenére Bécs nem vált Magyarország fővárosává.

## Előzményei
A magyar király 1477-ben hadat üzent a császárnak. Mátyás villámhadjárata során elfoglalta ugyan Alsó-Ausztriát és ostrom alá vette Bécset, de végül – IV. Szixtusz pápa közvetítésével – békét kötött Frigyessel.
1482-ben Mátyás ismét hadat üzent, elindítva így a második osztrák háborút. 1483-ban a magyar csapatok elfoglalták a Bécs melletti Klosterneuburgot, 1484-ben Stájerország és Karintia feldúlására is sor került. 1483-ban és 1484-ben Bécs már fokozatosan elszakadt a Német-római Birodalomtól, mivel védelmi erődjei – köztük Korneuburg, Bruck, Hainburg és később Kaiserebersdorf – mind elesetek. Az egyik legjelentősebb összecsapás a leitzersdorfi csata volt, amely lehetővé tette a következő évi ostromot. A várost éhínség sújtotta, azonban III. Frigyes császárnak sikerült némi létfontosságú utánpótlást bejuttatnia a Dunán keresztül, amikor 16 hajó áttörte az ostromgyűrűt.
Január 15-én Hunyadi Mátyás felszólította a várost a megadásra, de von Wulfestorff kapitány ezt visszautasította, bízva abban, hogy időben megérkezik egy birodalmi felmentő sereg. 1485 közepén Kaiserebersdorf elfoglalásával Bécs sorsa végérvényesen megpecsételődött.

## Az ostrom

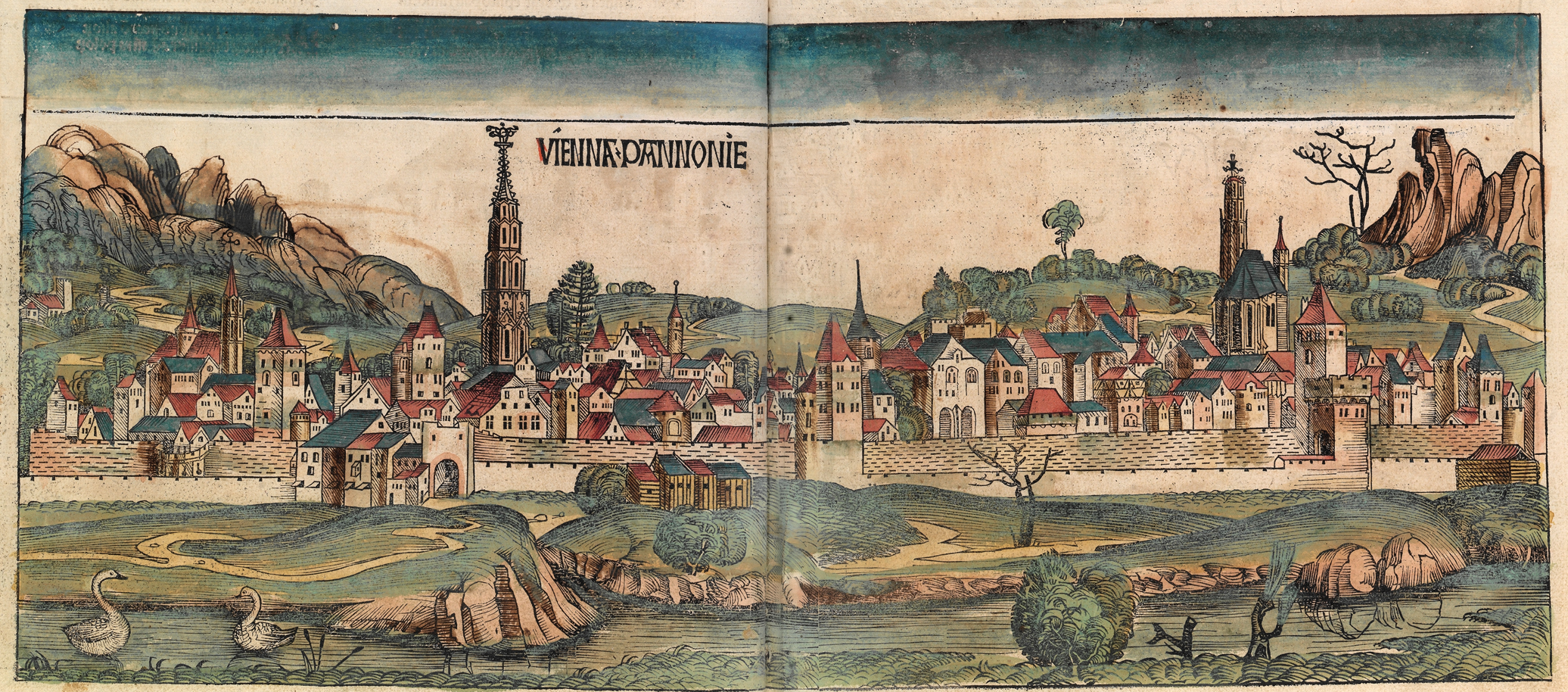
Bécs látképe 1493-ban

Mátyás seregeit a Hundsmühle malmoknál és Gumpendorfban állomásoztatta, a folyó déli oldalán. A király korábban tizenhét ostromágyút hozatott Ausztriába, amelyekkel folyamatos ágyútüzet zúdított a városra. Ezzel egy időben elrendelte két ostromtorony építését is, amelyek közül az egyiket később a bécsi milícia felgyújtotta.
Mátyás május 15-én betört Leopoldstadtba, amivel a végső támadás elkerülhetetlenné vált. III. Frigyes egyik legjobb hadvezére, Hans von Wulfersdorfer védte a város falait, de csodát ő sem tudott tenni. Bár a bécsi védők időnként kitörtek a várból, és március folyamán felgyújtották az egyik ostromtornyot, az ostrom kimenetelét végül az élelemhiány döntötte el. A védők nem tudtak elegendő élelmiszert felhalmozni az 1484-es hadjáratok miatt, és a téli ostrom következtében sem tudtak vetni vagy további tartalékokat biztosítani. Így az 50 000 lakosú város áprilisra súlyos éhínséggel nézett szembe. A város vezetése ezért elkezdte szervezni a kapuk megnyitását, amelyre június 1-jén került sor.
A bécsiek felismerték helyzetüket, és tárgyalásokat kezdtek, hogy átadják a belvárost a magyar királynak. Feltételként kérték polgári kiváltságaik megőrzését és a szabad elvonulás biztosítását. Június 1-jén Mátyás katonái élén diadalmasan bevonult Bécs belső városrészébe. Öt nappal később a városi tanács tagjai hűségesküt tettek új uralkodójuknak, aki a hódítás után felvette az „Ausztria főhercege” címet.
Az egykori birodalmi város helyzete a magyar uralom alatt sem romlott jelentősen: az elveszített kiváltságokért cserébe Mátyás többéves adómentességet biztosított Bécs számára, visszaadta korábbi szabadságjogait, és a bécsi városi tanácsba csupán egyetlen embert delegált saját emberei közül, Szapolyai Istvánt, akit főkapitánnyá nevezett ki.